# Daniel Corrêa Freitas
Daniel Corrêa Freitas, conocido simplemente como Daniel (Juiz de Fora, Estado de Minas Gerais, Brasil; 24 de enero de 1994 - São José dos Pinhais, Estado de Paraná, Brasil, 27 de octubre de 2018), fue un futbolista profesional brasileño que jugaba en el Esporte Clube São Bento, de la Serie B brasileña, en calidad de cedido por el São Paulo, como mediocentro ofensivo.

## Carrera futbolística

### Cruzeiro
Se formó en la cantera futbolística del equipo Cruzeiro, institución en el que estuvo seis años formándose en las categorías inferiores. Su trabajo llamó la atención de la FBF, que le convocó en 2011 para jugar en la Selección de fútbol sub-17 de Brasil. En el último año de su formación, en 2013, fue traspasado al Botafogo de Futebol e Regatas, equipo con el que debutó como futbolista profesional el 20 de octubre de 2013 en la máxima categoría brasileña contra el Vasco da Gama. El entrenador Oswaldo de Oliveira le dio la oportunidad de jugar unos minutos antes del final del partido.

### São Paulo
Apenas dos meses después de su debut, llamó la atención del São Paulo, que le fichó en el mercado estival (en el Hemisferio Sur) con un contrato de tres años. Después de casi un año fuera de los campos de fútbol, recuperándose de una operación quirúrgica, debutó con la camiseta tricolor bajo la dirección técnica de Juan Carlos Osorio el 2 de septiembre de 2015 en un partido contra el Joinville.

### Coritiba
En febrero de 2017, fue cedido al Coritiba.

### Ponte Preta
En enero de 2018 se confirmó una nueva cesión al Ponte Preta hasta el final del Campeonato. No llegó a terminar la temporada y a finales de abril, Daniel regresaba a las filas del São Paulo.

### São Bento
El 18 de junio de ese mismo año se hacía oficial una tercera cesión; en esta ocasión al Esporte Clube São Bento, equipo que había ascendido a la Serie B brasileña, hasta final de temporada.

## Asesinato
El futbolista fue encontrado muerto en un matorral de la ciudad de São José dos Pinhais, municipio brasileño del estado de Paraná, el sábado 27 de octubre de 2018, con 24 años. La oficina de prensa del São Paulo confirmó en su cuenta de Twitter su muerte y mostró sus condolencias a sus amigos y familiares. Su cuerpo apareció mutilado, con rastros de haber sido torturado, casi decapitado y con sus genitales cortados.